# Klassisk elektrodynamik
Klassisk elektrodynamik, elektromagnetisk fältteori, är en fysikalisk teori om elektromagnetiska fenomen. Den formuleras i Maxwells elektromagnetiska ekvationer.
Det finns ett par förenklade specialfall av teorin – elektrostatik där laddningarna är orörliga (vilket medför att inga magnetiska fenomen finns), och magnetostatik där strömmarna – och därmed magnetfälten – är konstanta.
Dessutom finns kvantelektrodynamik.

## Lorentzkraft
Det elektromagnetiska fältet ger upphov till en Lorentzkraft som verkar på elektriskt laddade partiklar:
{\displaystyle \mathbf {F} =q\mathbf {E} +q\mathbf {v} \times \mathbf {B} }
där fetstil innebär vektorrepresentation: F är kraften på laddningen q, E är det elektriska fältet, v är laddningens hastighet och  B är det magnetiska fältet.
Enligt ekvationen har Lorentzkraften två bidrag. Det ena, det magnetiska, är kryssprodukten av hastigheten och det magnetiska fältet. Detta ger upphov till att den resulterande kraften är vinkelrät mot både hastigheten och magnetfältet. Det andra bidraget, det elektriska, är parallellt med det elektriska fältet.

## Det elektriska fältet E
Det elektriska fältet E är definierat som
{\displaystyle \mathbf {F} =q_{0}\mathbf {E} }
där q0 är en känd stationär testladdning och F är kraften på testladdningen till följd av det elektriska fältet. Testladdningen skall ha så liten laddning att dess påverkan på det elektriska fältet är försumbar. SI-enheten av E är N/C (Newton per Coulomb) eller V/m (Volt per meter). Inom elektrostatiken, där laddningarna är orörliga, kan den resulterande kraften fås som en superposition av alla krafter, det vill säga som summan av krafterna:
{\displaystyle \mathbf {E(r)} ={\frac {1}{4\pi \varepsilon _{0}}}\sum _{i=1}^{n}{\frac {q_{i}\left(\mathbf {r} -\mathbf {r} _{i}\right)}{\left|\mathbf {r} -\mathbf {r} _{i}\right|^{3}}}}
där n är antalet laddningar, qi är ite laddningen, ri är positionen hos den ite laddningen, r är positionen för bestämning av det elektriska fältet och ε0 är vakuumpermittiviteten.
Om fältet istället kommer från en kontinuerlig laddningsdistribution blir summan en integral:
{\displaystyle \mathbf {E(r)} ={\frac {1}{4\pi \varepsilon _{0}}}\int {\frac {\rho (\mathbf {r'} )\left(\mathbf {r} -\mathbf {r'} \right)}{\left|\mathbf {r} -\mathbf {r'} \right|^{3}}}\mathrm {d^{3}} \mathbf {r'} }
där {\displaystyle \rho (\mathbf {r'} )} är laddningsdensiteten och {\displaystyle \mathbf {r} -\mathbf {r'} } är vektorn som pekar från volymelementet {\displaystyle \mathrm {d^{3}} \mathbf {r'} } till punkten i rymden där E skall bestämmas.
Båda dessa ekvationer är svåra att lösa, speciellt om man vill bestämma E som en funktion position. En skalär funktion kallad den elektriska potentialen kan förenkla beräkningarna. Den elektriska potentialen, även kallad spänning (enhet Volt) definieras av linjeintegralen
{\displaystyle V\mathbf {(r)} =-\int _{C}\mathbf {E} \cdot \mathrm {d} \mathbf {l} }
där V(r) är den elektriska potentialen och C är kurvan som integralen följer.

## Elektromagnetiska vågor
Ett tidsföränderligt elektromagnetiskt fält färdas från sitt ursprung i form av en våg. Dessa vågor färdas i vakuum med ljusets hastighet och existerar i ett brett spektrum av våglängder. Några exempel på elektromagnetisk strålning ordnade efter ökande frekvens är: radiovågor, mikrovågor, ljus (infrarött ljus, synligt ljus och ultraviolett ljus), röntgenstrålning och gammastrålning.
Inom partikelfysiken visar sig elektromagnetisk strålning genom växelverkan mellan laddade partiklar.